# Verwaltungsgemeinschaft Fahner Höhe
De Verwaltungsgemeinschaft Fahner Höhe is een gemeentelijk samenwerkingsverband van vijf gemeenten in het landkreis Gotha in de Duitse deelstaat Thüringen. Het bestuurscentrum bevindt zich in Tonna.

## Deelnemende gemeenten
De volgende gemeenten maken deel uit van de Verwaltungsgemeinschaft:
1. Dachwig (1.608)
2. Döllstädt (1.096)
3. Gierstädt (814)
4. Großfahner (815)
5. Tonna * (2.778)

Steden: Friedrichroda · Gotha · Ohrdruf · Tambach-Dietharz · Waltershausen

Overige gemeenten: Bad Tabarz · Bienstädt · Dachwig · Döllstädt · Drei Gleichen · Emleben · Eschenbergen · Friemar · Georgenthal · Gierstädt · Großfahner · Herrenhof · Hohenkirchen · Hörsel · Leinatal · Luisenthal · Molschleben · Nesse-Apfelstädt · Nessetal · Nottleben · Petriroda · Pferdingsleben · Schwabhausen · Sonneborn · Tonna · Tröchtelborn · Tüttleben · Zimmernsupra